# Спаниш (Онтарио)
Спаниш (енгл. Spanish) је градић у Канади у покрајини Онтарио. Према резултатима пописа 2011. у граду је живело 696 становника.

## Становништво
Према резултатима пописа становништва из 2011. у граду је живело 696 становника, што је за 4,4% мање у односу на попис из 2006. када је регистровано 728 житеља.
| 2006. | 2011. |
| ----- | ----- |
| 728   | 696   |